# Robby Naish

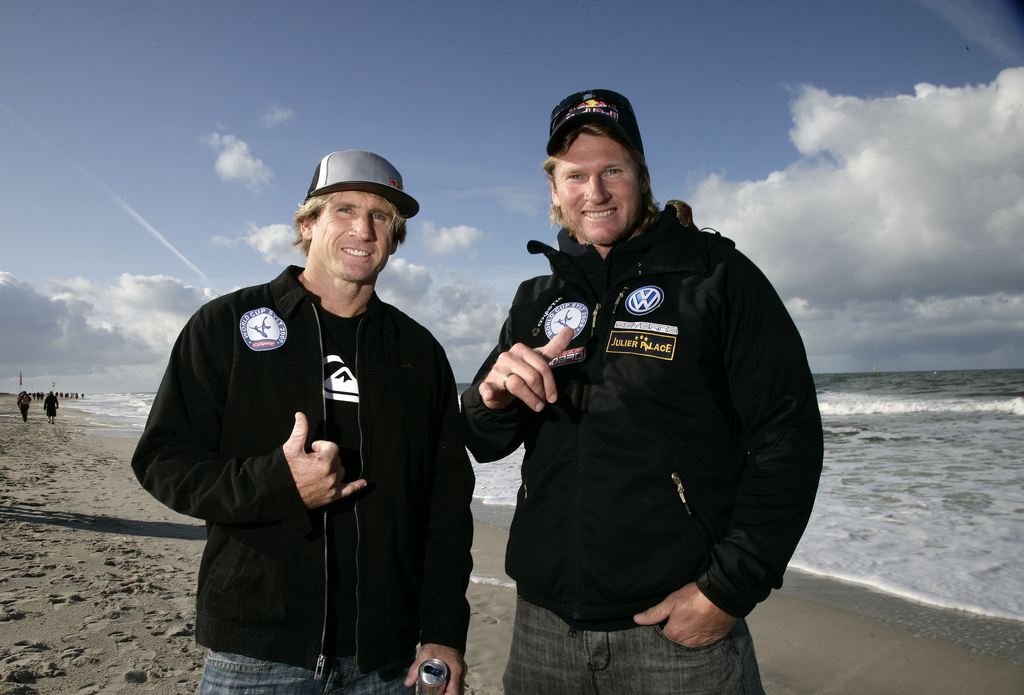
Robby Naish (links) mit Bjørn Dunkerbeck beim Windsurf World Cup Sylt 2009

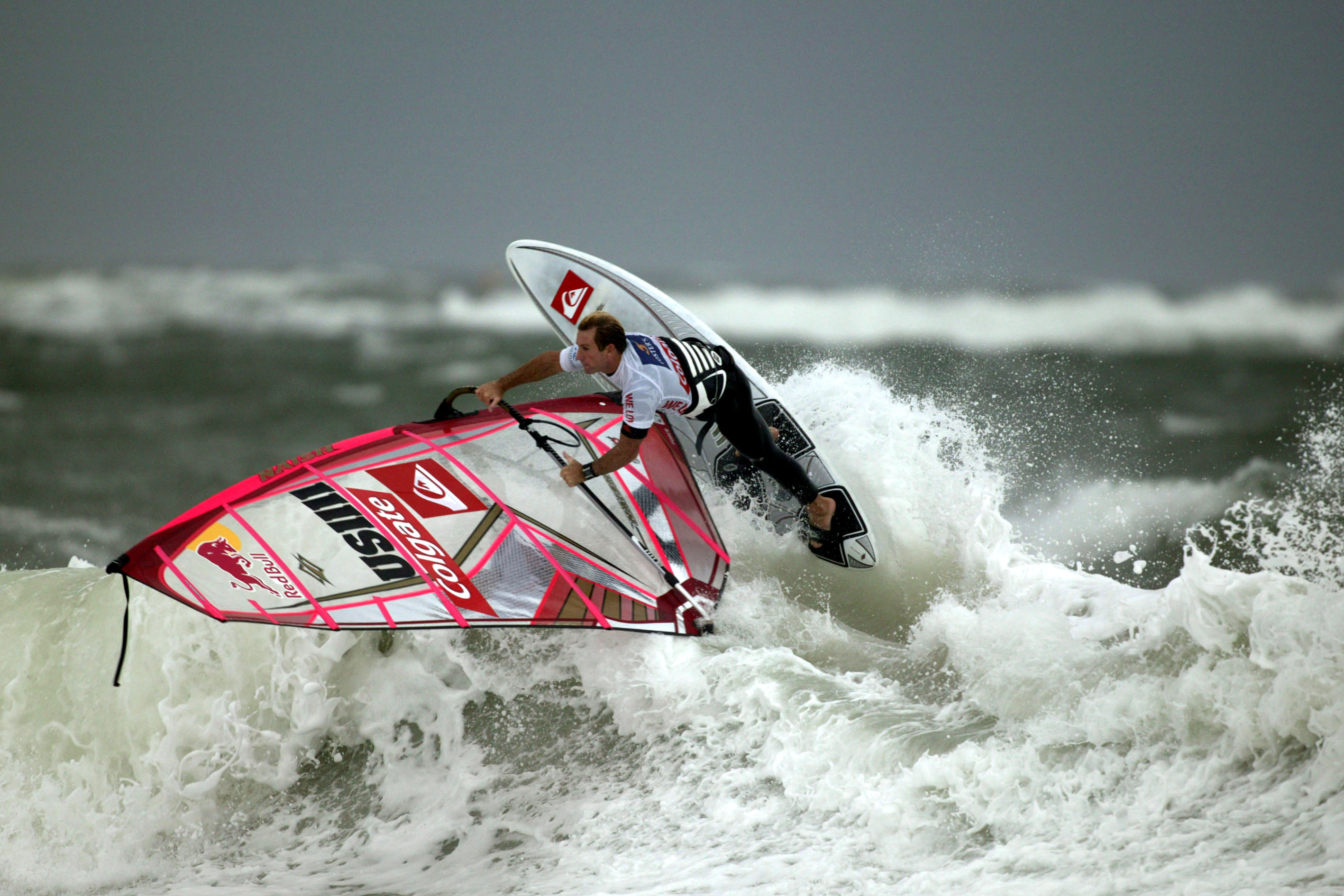
Robby Naish beim Windsurf World Cup Sylt 2006

Robert „Robby“ Staunton Naish (* 23. April 1963 in La Jolla) ist ein amerikanischer Surfer und mehrmaliger Weltmeister im Windsurfen.
In Kailua auf der hawaiianischen Insel Oʻahu aufgewachsen, begann Robby Naish mit acht Jahren mit Wellenreiten, bevor er im Alter von elf Jahren mit dem Stehsegeln anfing. 1976 gewann er mit 13 Jahren bei den Weltmeisterschaften auf den Bahamas seinen ersten Weltmeisterschaftstitel und ist damit bisher jüngster Weltmeister.

## Leben
Naish wurde im Stadtteil La Jolla, nördlich der Innenstadt San Diegos geboren. Sein Vater Rick Naish war ein Surfer, der bereits 1959 die größten damals bekannten Wellen in Waimea Bay abritt und in der ersten Ausgabe der Zeitschrift „surfer“ porträtiert wurde. Rick hat mit Carol Naish drei weitere Kinder. Robby Naish war zweimal verheiratet und ist Vater zweier Töchter (* 1983 und * 2007).
Mit der Segelnummer US-1111 wurde er insgesamt 24 mal Windsurf-Weltmeister. Er gilt als Pionier des Windsurfens und war maßgeblich an der Entwicklung kürzerer Surfbretter beteiligt. Weitere Innovationen waren das Sichtfenster im Segel, die Fußschlaufen und das Trapez.
Später begann er mit dem Kitesurfen und wurde 1998 Weltmeister im Slalom, im darauffolgenden Jahr Weltmeister im Slalom und im Sprungwettbewerb. Auch in diesem Sport hat er die Weiterentwicklung des Materials maßgeblich beeinflusst. 2001 stellte Naish mit 70,37 km/h (38,4 Knoten) vor Gran Canaria einen neuen Geschwindigkeits-Weltrekord im Kite-Surfen auf. Nach 16 Jahren zog sich Naish 2001 aus dem Profisport zurück und wurde am 5. November 2002 zusammen mit Jim Drake und Hoyle Schweitzer in die Hall of Fame der Professional Windsurfers Association (PWA) aufgenommen.
Robby Naish spricht sehr gut Deutsch und gehört dem Jury-Komitee des Laureus World Sports Awards an.
Nachdem 1979 die Windsurfboardproduktion dem „Garagenfirma“-Maßstab entwachsen war, gründete Rick Naish Naish Hawaii Ltd. die zunächst nur Windsurfboards mit dem Know-how von Robby herstellte. 1999 gründete Robby Naish sein erstes Unternehmen „Naishsails“. Inzwischen stellen seine Firmen Produkte und Zubehör für Wind-, Kite-, Wing- und Stand Up Paddle Surfing her und sind unter der Nalu Kai Incorporated zusammengefasst. Im Januar 2023 verkaufte Robby Naish die Betreibergesellschaft der Marke Naish (Nalu Kai Incorporated) und die US-Vertriebsgesellschaft Pacific Board Sports an das niederländische Unternehmen Kubus Sports, das bis dahin den Europa-Vertrieb der Naish Produkte übernommen hat.
2013 gab der 50-Jährige Naish, der seinen runden Geburtstag bewusst nicht gefeiert hat, am Rande des 30. Windsurf World Cup Sylt ein kurzes Comeback auf der Tour der Profis bekannt. Er startete nach 12 Jahren Pause in seiner Heimat Maui beim PWA-Tour Wettbewerb Aloha Classic 2013 in Hoʻokipa mit einer Wildcard und erreichte einen geteilten 17. Platz bei insgesamt 32 Teilnehmern. Beim Aloha Classic 2014 erreichte Naish nach der Double-Elimination den 7. Platz von 29 Teilnehmern und 2015 den 11. Platz von 48 Teilnehmern. Im Mai 2016 zog Naish sich einen Beckenbruch beim Kitesurfen zu, konnte aber am Aloha Classic 2016 im November teilnehmen. Er erreichte unter anderem mit Jason Polakow den geteilten 17. Platz von 48 Teilnehmern.

## Erfolge
- Weltmeister im Windsurfen von 1976–1979 und 1983–1987 (vor Gründung der PWA)
- PWA-Wave Weltmeister 1988, 1989 und 1991
- 1998 und 1999 Weltmeister im Slalom-Kitesurfen
- 1999 Weltmeister im Kitesurf-Sprungwettbewerb
- 2001 Geschwindigkeits-Weltrekord im Kitesurfen[1][18]

## Werke
- Robby Naish, Peter Brockhaus, Peter Naish: Windsurfing mit Robby Naish mit Fotos von Uli Seer. Delius Klasing Verlag, 1981, ISBN 978-3-7688-0364-9.
- Robby Naish, Ulli Seer: Robby Naish, Superstar. Neueste Funboard Fahrtechnik. Delius Klasing Verlag, 1987, ISBN 978-3-7688-0484-4.
- Rip., VHS, Delius Klasing Verlag, 45 Minuten, 1995
- Powerlearning Windsurfing, DVD, Delius Klasing Verlag, 2009
- Powerlearning Kiteboarding, DVD, Delius Klasing Verlag, 2009
- The Longest Wave, Dokumentarfilm von Joe Berlinger, 103 Minuten, 2019